# Environnement au Royaume-Uni
L'environnement au Royaume-Uni est l'environnement (ensemble des éléments - biotiques ou abiotiques - qui entourent un individu ou une espèce et dont certains contribuent directement à subvenir à ses besoins) du pays Royaume-Uni. Le territoire constitué de plusieurs îles présente des milieux propices à la biodiversité. Par ailleurs, le pays a largement contribué à la connaissance du vivant (Charles Darwin, Jane Goodall...), et y contribue encore (revue Nature...).
Le Royaume-Uni, à la base d'un grand empire colonial et pionnier de la Révolution industrielle dès le XVIIIe siècle, a eu un impact majeur sur l'environnement, non seulement sur son territoire (déforestation, pollutions, urbanisation...) , mais aussi à l'échelle planétaire. La capitale, Londres, a été historiquement polluée (smog). La population, de 67 886 004 habitants en 2020, est une des plus importantes d'Europe, dépassant celle de France depuis les années 2010. Elle est essentiellement urbaine.
Si le pays s'est engagé dans une protection croissante de l'environnement, le nouveau gouvernement à la suite du Brexit de 2016 affiche une position climato-sceptique, alors même que le territoire est concerné par différents risques liés au climat et accentués par les effets du réchauffement climatique : submersion marine, inondations, sécheresses, tempêtes... L’année 2022 a été la plus chaude jamais enregistrée au Royaume-Uni, à tel point qu’elle est considérée par l’agence nationale de météorologie comme une année charnière en matière de réchauffement climatique (record de chaleur et sécheresse). Si les émissions de gaz à effet de serre du pays sont en baisse depuis les années 1990, celui reste contributeur à hauteur de 1 % des émissions mondiales, et a été un émetteur historique.

## La biodiversité au Royaume-Uni
Le Royaume-Uni possède une grande variété de milieux. Les territoires d'Outre-Mer contribuent à la biodiversité du pays.

### Milieux

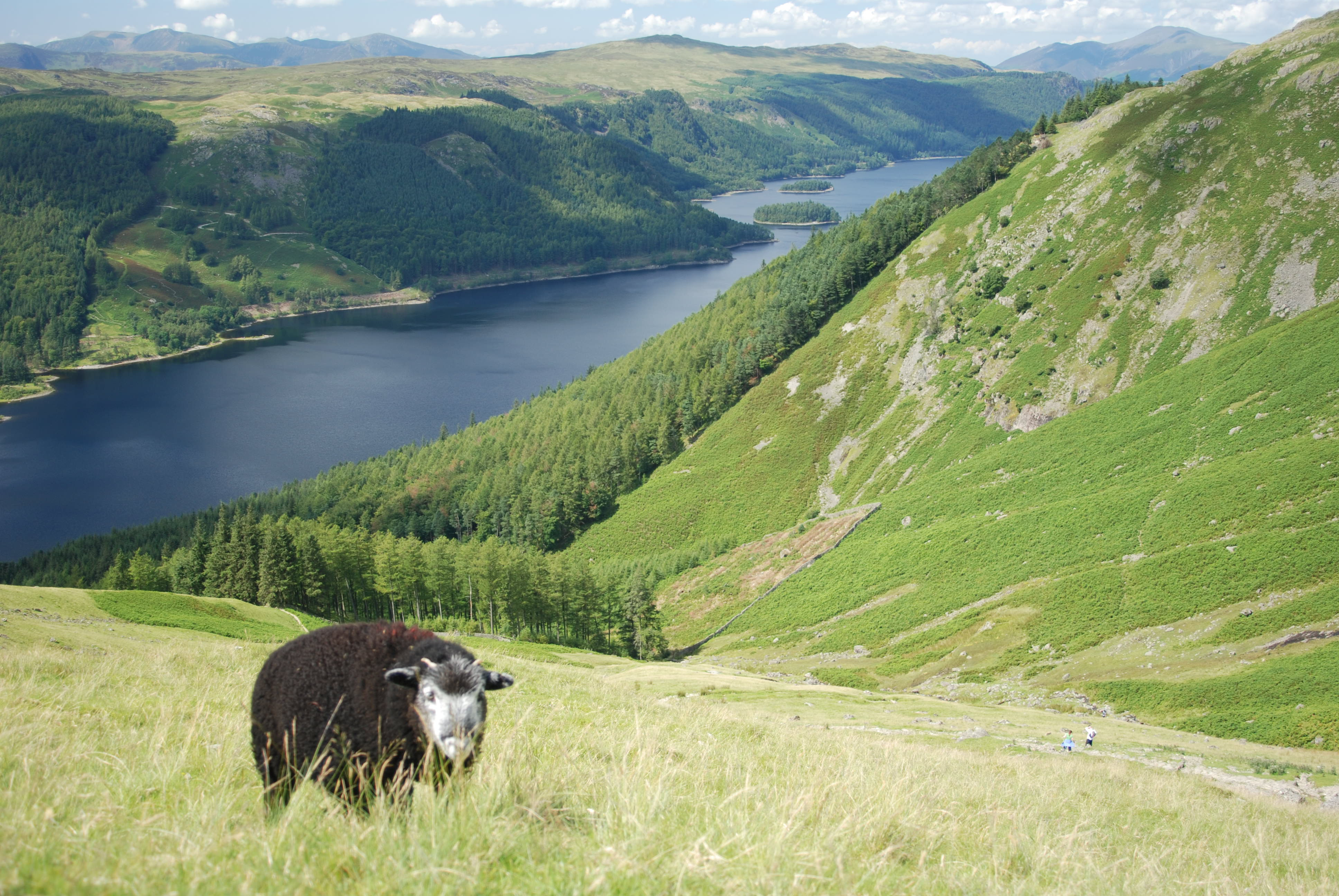
Prairies verdoyantes typiques du parc national du Lake District.

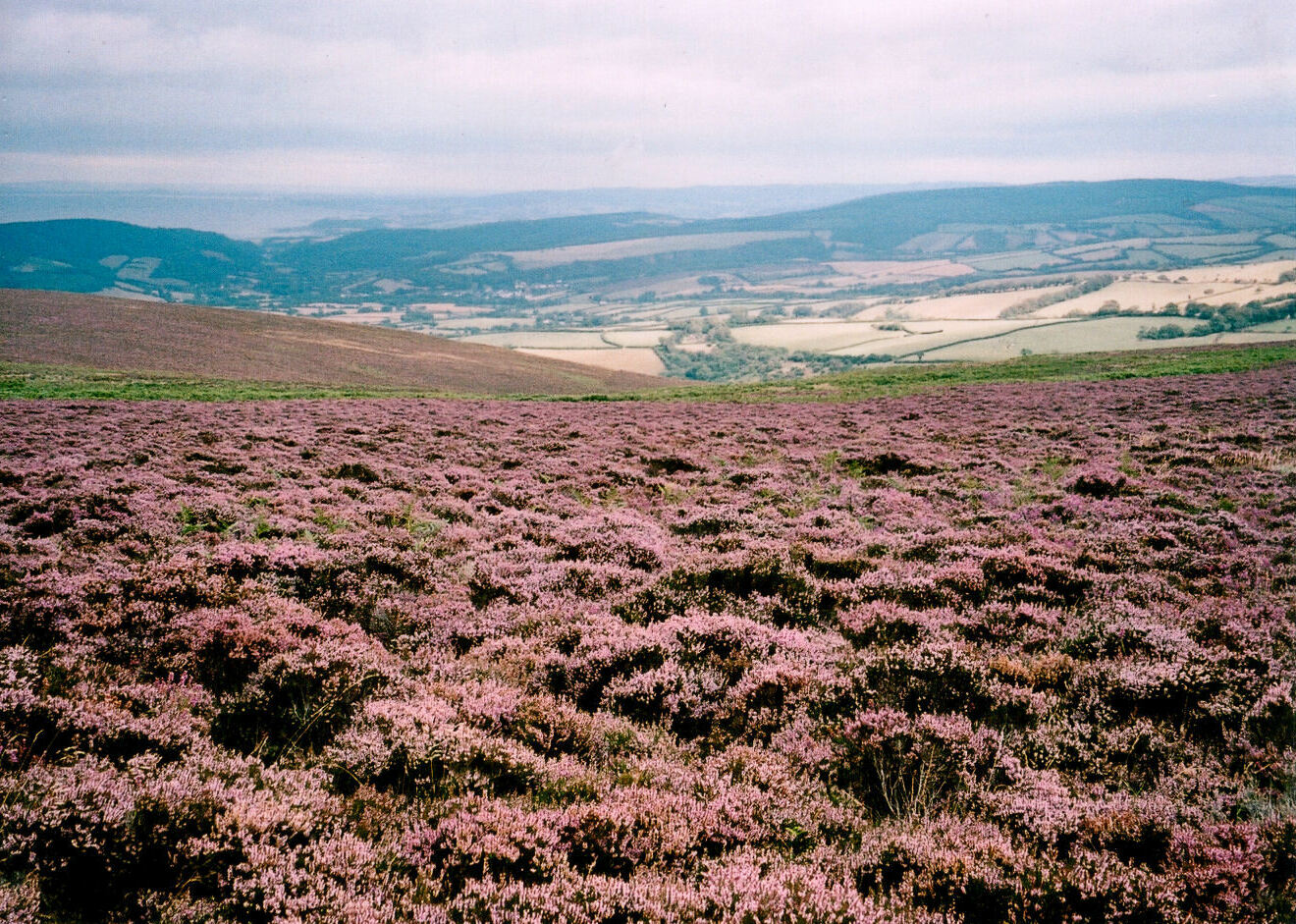
Champ de bruyère dans le parc national d'Exmoor.

Carte des parcs nationaux existants et projetés (Angleterre et pays de Galles)

#### Socle géographique et climat
Le Royaume-Uni est entouré par la mer du Nord à l'est et l'océan Atlantique à l'ouest. On estime à environ 1 100 le nombre total d'îles qui constituent le Royaume-Uni de Grande-Bretagne et d'Irlande du Nord. L'altitude varie de -4 à 1 344 m.
Le plus long fleuve du Royaume-Uni est la Severn (354 km) qui prend sa source au pays de Galles puis traverse l'Angleterre occidentale. Les plus longs fleuves coulant entièrement dans chacune des nations le constituant sont :
- Angleterre : La Tamise (346 km) ;
- Écosse: La Tay (188 km) ;
- Irlande du Nord: La rivière Bann (122 km) ;
- Pays de Galles: La Towy (103 km).

Le plus grand lac du Royaume-Uni est le lough Neagh (392 km2), en Irlande du Nord. De nombreux lacs et rivières sont présents dans le pays.
Le climat du Royaume-Uni est tempéré. Le climat au sud du pays est plus doux qu'au nord, et l'ouest plus humide que l'est. Le pays subit l'influence du Gulf Stream, qui crée une douceur climatique peu courante sous ces latitudes. Les précipitations annuelles varient de 553 mm à Cambridge jusqu'à 3 000 mm dans les Highlands.

#### Occupation du sol
Les forêts occupaient 12 % du territoire en 2005.

### Faune et flore

#### Flore
La plupart des forêts se composent de conifères, de chênes, de bouleaux et de hêtres, mais aussi de fougères, fleurs (jacinthe des bois par exemple)... En Écosse se trouvent des restes de la forêt primaire, composée de pins sylvestres.
Les landes de bruyères, fougères et tourbières sont bien développés en Écosse, pays de Galles et Irlande du Nord.
À l'ouest, sous l'influence du climat océanique et du Gulf Stream, peuvent également se développer des plantes subtropicales comme les aloès et les camélias en Cornouailles, les haies de fuchsias et les eucalyptus en Ulster.

#### Faune

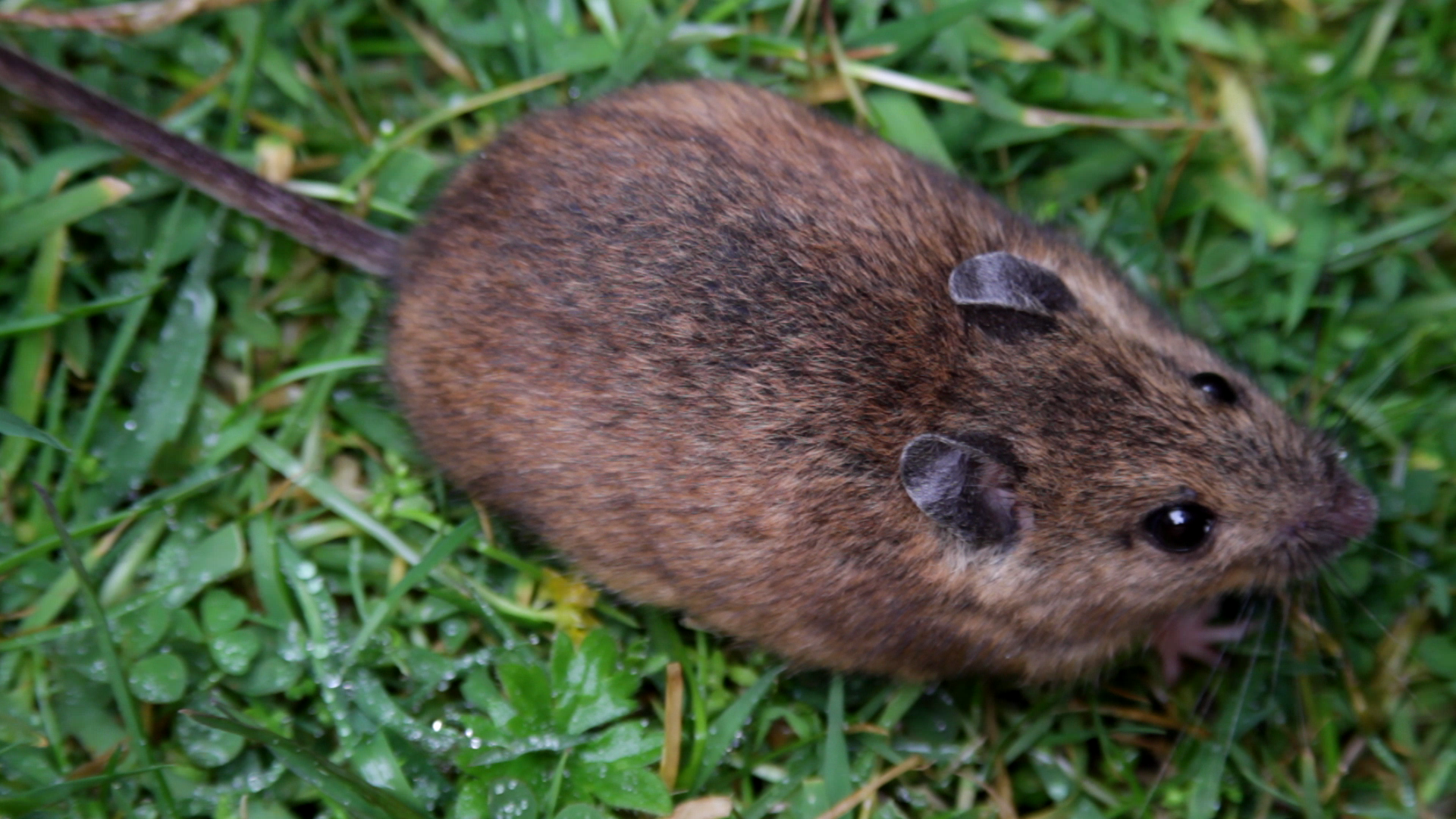
Mulot de Saint-Kilda (archipel d’Écosse).

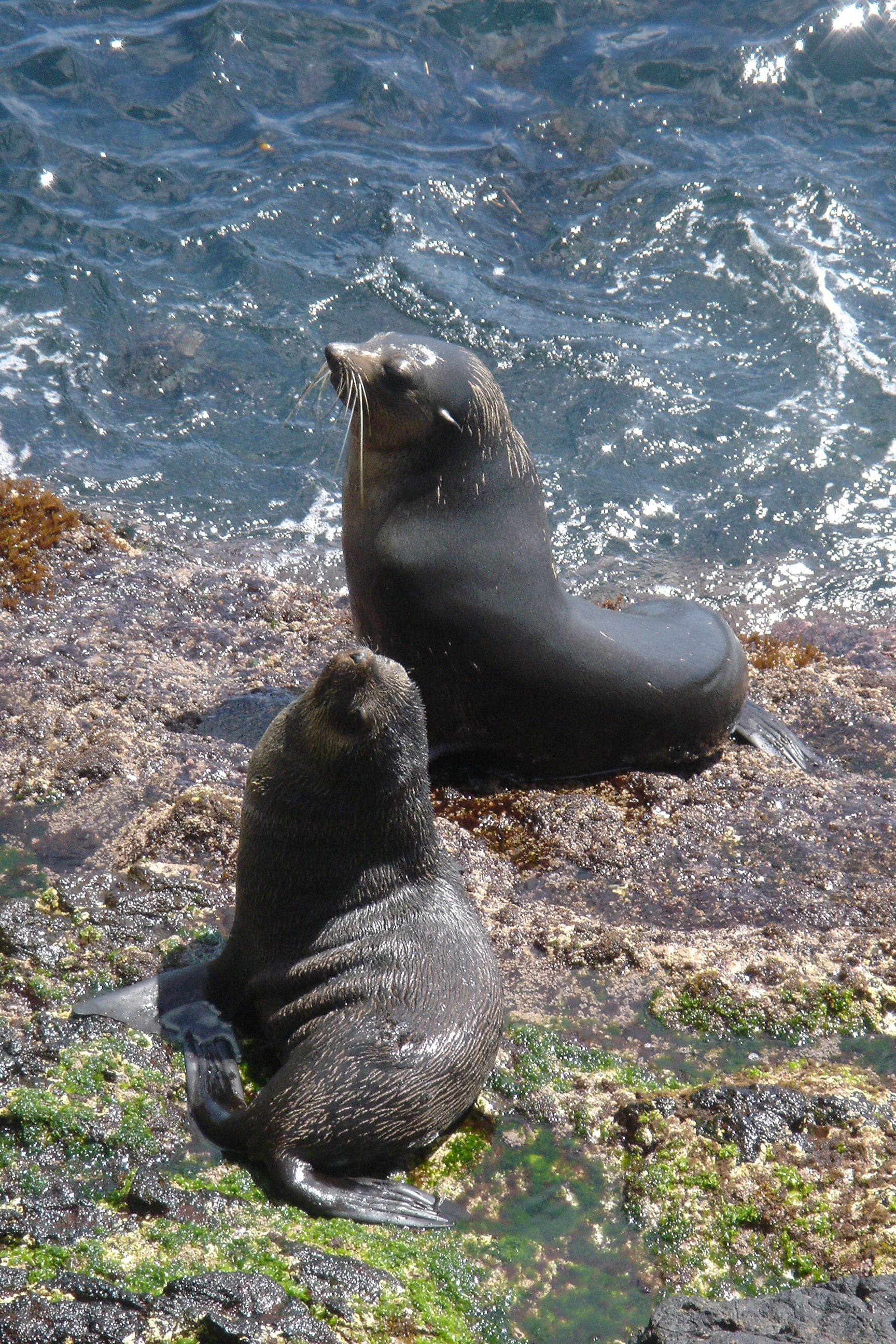
Otarie à fourrure subantarctique dans les îles Gough et Inaccessible, déclaré Patrimoine mondial par l'UNESCO en 1995.

La faune terrestre la plus commune se compose essentiellement de lièvres, cerfs, daims, chevreuils, renards, mais aussi de loutres, de martres, de blaireaux, de hérissons... 126 espèces de mammifères sont présentes sur le territoire, dont au moins 19 ont été introduites. L'écureuil gris, introduit au XIXe siècle depuis l'Amérique du Nord, est porteur d'un virus mortel pour l'écureuil roux. Aujourd'hui, on dénombre 2,5 millions d'écureuils gris contre 140 000 écureuils roux. S'il n'existe pas au Royaume-Uni d'espèce de mammifère endémique, il y a des sous-espèces endémiques, par exemple le Mulot de Saint-Kilda (Apodemus sylvaticus hirtensis) et le Cerf d'Écosse (en) (Cervus elaphus scoticus).
Le Royaume-Uni compte 586 espèces d'oiseaux répertoriées, par exemple les aigles, ou les hérons dans les zones marécageuses. Les milieux ouverts (prairies...) sont également favorables aux oiseaux, par exemple les coqs de bruyère ou faisans. Les oiseaux marins se trouvent en nombre grâce à l'étendue des côtes et aux nombreuses îles. Les îles Gough et Inaccessible, territoire d'Outre-Mer situé dans le sud de l'océan Atlantique, sont également un site important. On trouve également un panel d'oiseaux dans les forêts, les jardins et les nombreux parcs (rossignol...).
Les lacs et rivières (surtout écossais et irlandais) renferment notamment diverses variétés de saumons et de truites.
Le pays compte également de nombreux insectes (papillons...). En 2015, une population de papillons azuré porte-queue a été observée sur les côtes du sud de l’Angleterre, alors que ce papillon vivait auparavant exclusivement dans des pays situés plus au sud. La même année, la présence de grillons est également un signe de réchauffement du pays.
Il y a sept espèces d'amphibiens originaires de Grande-Bretagne, de même qu'un certain nombre d'espèces naturalisées. Les indigènes comprennent trois tritons, deux crapauds et deux grenouilles.
Entre 2004 et 2022, le nombre d'insectes a baissé de 64 %.

#### Effondrement de la faune et de la flore
Des études ont montré une réduction du nombre de représentants de 72 % des espèces de papillons britanniques dans les dix dernières années[Lesquelles ?]. 
La population de rossignols a chuté de 90 % au Royaume-Uni depuis les années 1960. 
Sur 126 espèces de mammifères, cinq sont « en danger », cinq autres sont « vulnérables », huit sont « quasi menacées » et onze ont des « données insuffisantes » pour être classées (selon les critères de la liste rouge de l'UICN au niveau mondial). 
- Les populations de hérissons ont chuté de 36,5 millions d’individus dans les années 1950 à 1,55 million en 1995. Le déclin s'est accentué depuis lors : selon plusieurs études britanniques, en moins de vingt ans, les populations ont encore diminué de 30 % dans les zones urbaines et jusqu’à 75 % dans les campagnes[7].

La population de frênes anglais, estimée à 90 millions, est menacée dans les années 2010 par un champignon importé du continent. En 2012, plus de 100 000 frênes avaient déjà été abattus et brûlés pour tenter d'enrayer la dissémination du champignon.

### Espaces protégés
Le Royaume-Uni a mis sous protection 6,5% de ses terres, selon une estimation publiée en 2023. Lors de la COP15 à Montréal, le pays s'est engagé à protéger 30% de ses terres en 2030. Toutefois, un rapport parlementaire estime que les territoires censés être protégés sont « en mauvais état (...) et pas suffisamment surveillés ».

#### Parcs nationaux
En Angleterre et au pays de Galles, la désignation de parc national peut inclure des communautés humaines et des usages du sol importants et qui sont souvent partie intégrante du paysage. Il y a actuellement 13 parcs nationaux en Angleterre et au pays de Galles.

##### Réseau européen Natura 2000
Le réseau Natura 2000 rassemble des sites naturels ou semi-naturels de l'Union européenne ayant une grande valeur patrimoniale, par la faune et la flore exceptionnelles qu'ils contiennent.
En décembre 2018, le Royaume-Uni compte 934 sites, dont :
- 276 zones de protection spéciale (ZPS) pour les oiseaux sur une superficie de 37 597 km2;
- 660 zones spéciales de conservation (ZSC) (dont les pSIC, SIC) pour les habitats et les espèces sur une superficie de 134 921 km2.

La superficie totale est de 153 137 km2, ce qui représente 8,6 % de la surface terrestre et marine du territoire du Royaume-Uni.

## Impacts sur les milieux naturels

### Impacts historiques sur l'environnement
L'occupation humaine est très ancienne sur le territoire. Le paysage a été profondément façonné par l'Homme, en une nature cultivée et structurée par un réseau de villes.
Les bombardements lors de la Seconde Guerre mondiale ont eu un impact sur l'environnement, ainsi que les sous-marins coulés dans les fonds marins.

### Activités humaines

#### Transports

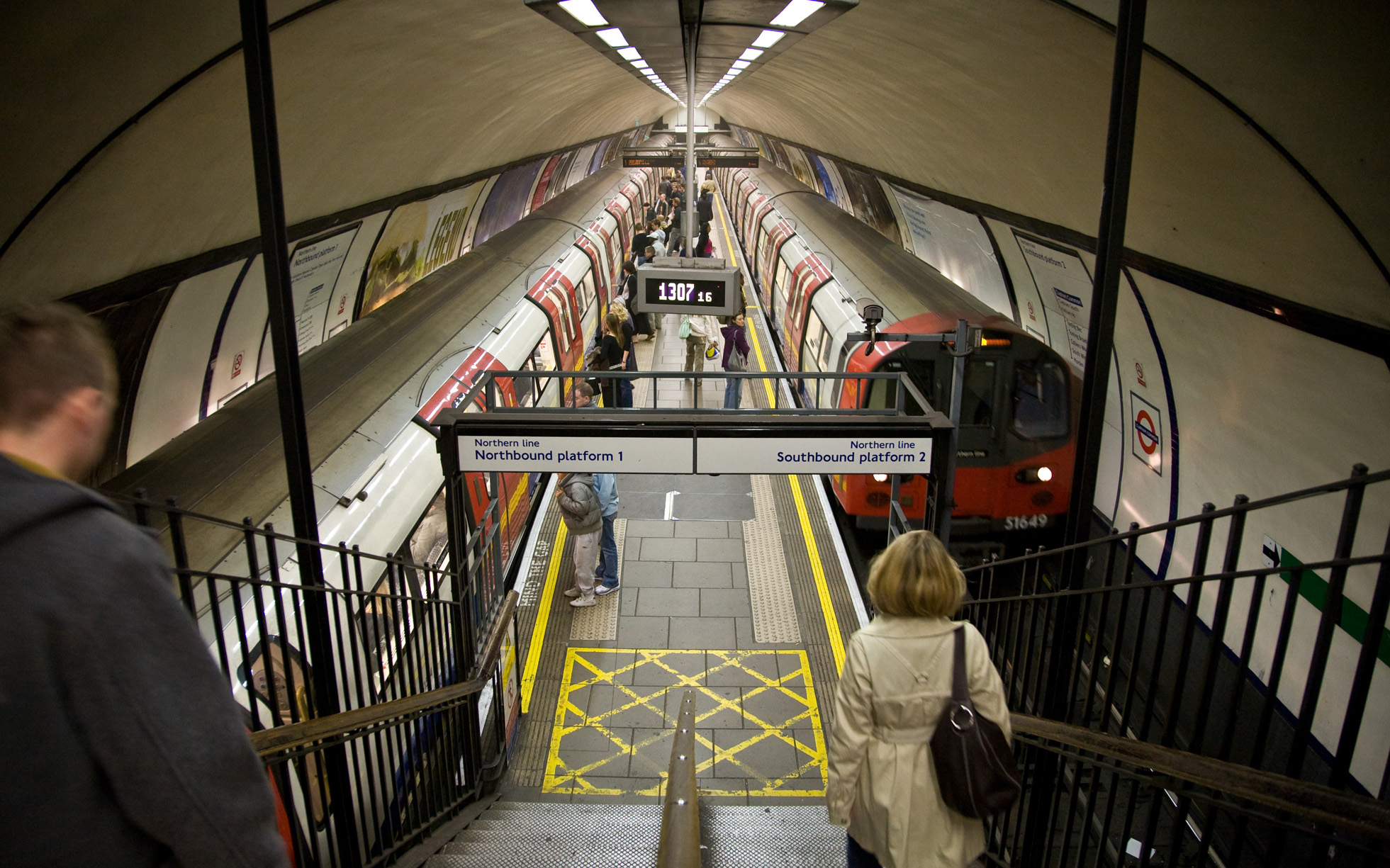
Station Clapham Common du métro de Londres.

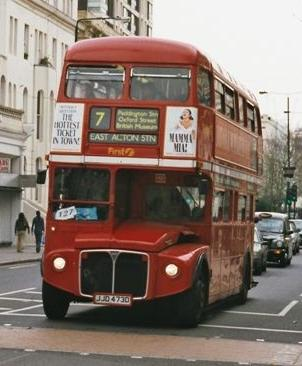
Bus à impériale à Londres.

##### Transports maritimes et aériens
La géographie insulaire du pays a entrainé et entraine encore un trafic maritime et aérien majeur.
Londres est une plate-forme de correspondance aérienne mondiale. En 2017, plus de 170 millions de passagers ont transité dans un des 6 aéroports de Londres (London Heathrow, Gatwick, Stansted, Luton, London City, London Southend). L'aéroport d'Heathrow est le deuxième plus important au monde en nombre de passagers internationaux.

##### Transports terrestres
Le réseau de chemins de fer est développé dans tout le pays. Le tunnel sous la Manche relie le réseau ferroviaire britannique au continent depuis 1994. 

##### Transports en commun et vélos
Londres a été la première ville au monde à développer un métro, dès 1860. Plusieurs villes en sont dotées. 
Certaines sont également équipées de tramway. 
Les bus londoniens, à étage, sont par ailleurs célèbres. Chaque jour de la semaine, ces bus transportent 6 millions de passagers sur plus de 700 itinéraires différents. Le nombre de voyages a atteint 1,8 milliard en 2005/2006.

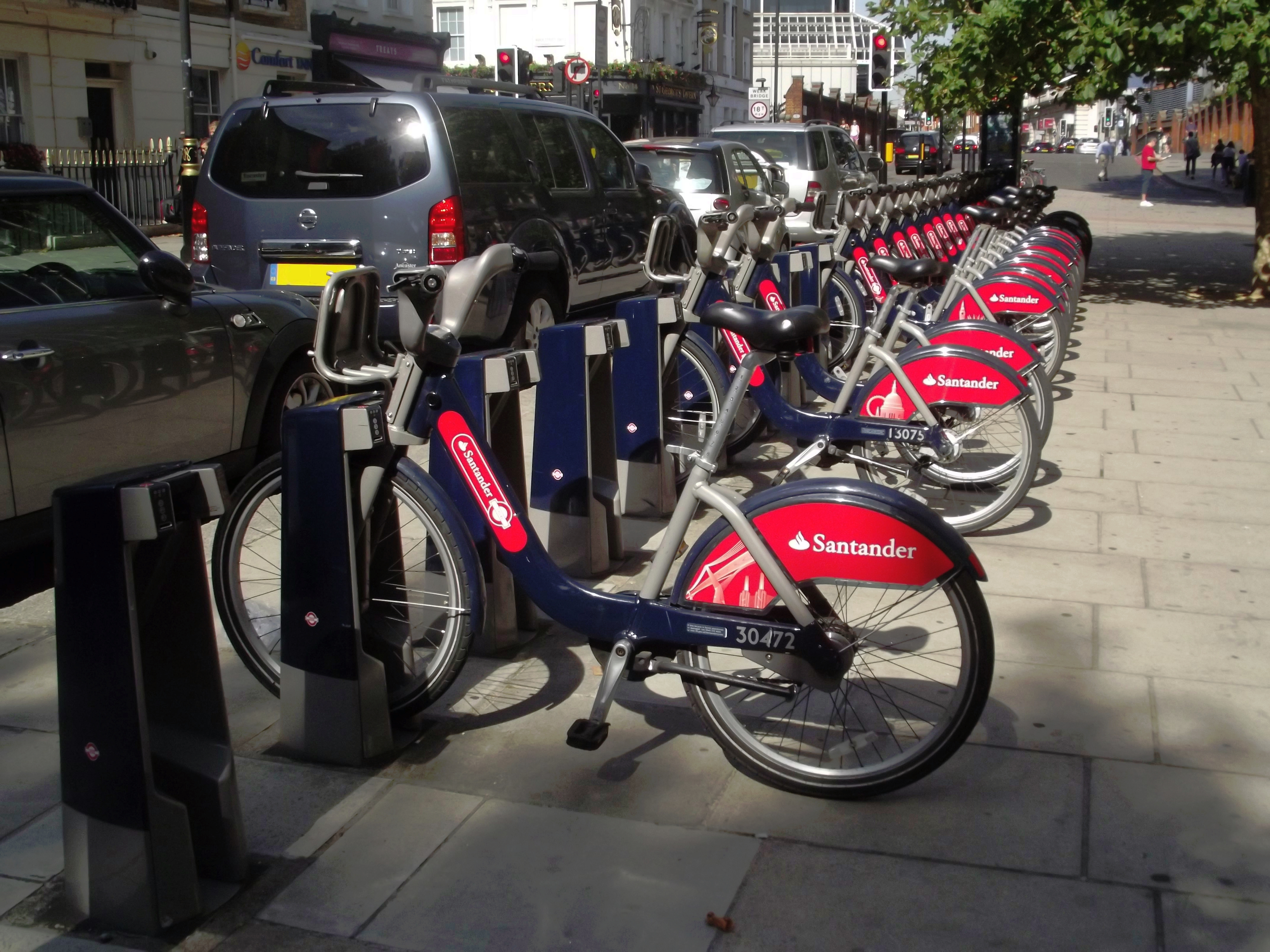
Vélos Santander à Londres.

Le vélo-partage contribue également à accroitre la mobilité urbaine des Londoniens : en 2016, les vélos Santander construits par PBSC Solutions Urbaines au Canada étaient au nombre de 13 600 répartis sur 570 stations.

#### Industries
Bien que l'industrie automobile soit développée, 775 000 véhicules étant sortis des chaînes de montage du pays en 2022, la production a fortement baissé durant 3 années de 2020 à 2022, sous les effets cumulés de la crise liée au covid (difficultés d’approvisionnement en pièces détachées, et tout particulièrement en puces électroniques), du Brexit...

#### Agriculture et alimentation

##### Occupation du sol
L'agriculture et l'élevage britannique utilisent au total environ 17 500 000 hectares, dont 6 200 000 sont cultivés. La moitié de cette superficie cultivée est allouée à la culture céréalière, qui elle-même est cultivée en moitié par du blé. Les principales cultures du Royaume-Uni sont le blé, l'avoine et l'orge, les pommes de terre, les légumineuses comme les haricots ou les pois, les cultures fourragères comme les choux, les vesces, le colza, le chou frisé et le foin pour l'alimentation animale. 

##### Élevage
Le cheptel britannique se compose d'environ 32 millions d'ovins, 10 millions de bovins, 9,6 millions de volailles et 4,7 millions de porcs. À cela il faut ajouter une production annuelle d'environ 22 millions de dindes (ou de dindon) ce qui fait de cet élevage un élevage important sur le territoire,. 
Le Royaume-Uni compte 1,9 million de vaches laitières. 
Le cheptel britannique a subi d'importantes épidémies.

##### Agriculture biologique
L'agriculture biologique se développe dès les années 2000.

##### Alimentation
En 2022, la consommation de viande en Grande-Bretagne a atteint son niveau le plus bas depuis le début des années 1970. 
Les Britanniques engloutissent plus de deux millions de boîtes de haricots blancs à la sauce tomate par jour, soit plus que l’ensemble du reste du monde.

#### Activités tertiaires

##### Tourisme
Le tourisme est développé : tourisme intérieur, tourisme extérieur et accueil. Le secteur des bateaux de croisière est développé. Or ces appareils émettent une pollution importante de particules fines et de dioxyde d’azote.

### Pression sur les ressources

#### Gestion de la ressource en eau
Les entreprises chargées de la distribution de l’eau en Angleterre et au Pays de Galles sont critiquées pour n'avoir construit aucun nouveau réservoir entre leur privatisation en 1989 et 2025, alors que les sécheresses sont plus fréquentes du fait du changement climatique, et pour avoir négligé d'investir pour moderniser le système de traitement des eaux vétuste.
D'autre part, des milliards de litres d’eau sont perdus chaque année en raison de fuites dans le réseau, qui date parfois de l’époque victorienne. Pour l’année 2023-2024, Yorkshire Water, la compagnie qui dessert cette région, a vu s’évaporer 260 millions de litres par jour en moyenne.

#### Pression sur les ressources non renouvelables
Le Royaume-Uni a connu une consommation majeure de charbon, dans sa phase d'industrialisation. La consommation de pétrole a été, et est encore, également très importante. Les ressources nationales sont en voie d'épuisement : en 2018, sa production ne couvre sa consommation qu'à hauteur de 21 % pour le charbon, 66 % pour le pétrole et 51 % pour le gaz naturel, si bien que le pays est devenu l'un des plus gros importateurs de gaz naturel (9e rang mondial).
Durant les années 2010, le pays est passé de 40 % environ de la production d'électricité issue de centrales à charbon à une production par des centrales à gaz, qui émettent moins de CO2, tandis que les énergies renouvelables - éolien en tête - sont montées en flèche. En 2020, seules trois centrales à charbon sont encore opérationnelles en Grande-Bretagne. L'une d'entre elles, située à Drax dans le Yorkshire, a été reconvertie pour pouvoir utiliser des palets de bois, moins polluants que le charbon. Elle fournissait auparavant 5 % de l'électricité produite dans le pays.

### Pollutions

#### Les émissions de gaz à effet de serre (GES)
En 2012, les émissions totales étaient de 581 MtCO2e, soit 7,7 tonnes par habitant. Les émissions de CO2 ont diminué de 17 % entre 1990 et 2012, alors qu'elles ont baissé de 21 % en Allemagne.

#### La pollution de l'air

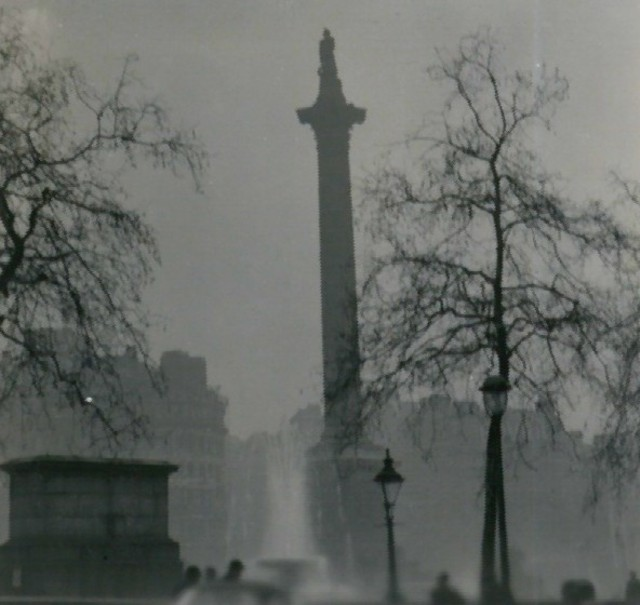
La colonne Nelson durant le grand smog de Londres de 1952.

Dès le XIIIe siècle, le smog est identifié à Londres où on utilisait le charbon pour le chauffage domestique, mais c'est au milieu du XVIIIe siècle que les choses s'aggravent avec la révolution industrielle.
Le grand smog de Londres est un smog particulièrement dense, qui recouvrit Londres durant 4 jours en décembre 1952, ayant provoqué la mort de plusieurs milliers de personnes. Cet évènement est reconnu comme étant l'un des épisodes de pollution les plus significatifs de l'histoire en termes d'impact sur la recherche environnementale, sur la règlementation mise en place par le gouvernement, ainsi que sur la sensibilisation du public à la relation entre la santé et la qualité de l'air.

#### La pollution de l'eau
Les pollutions ont commencé dans les années 1940 avec l’emploi des insecticides, fongicides, organochlorés, ainsi qu’avec le DDT. En Angleterre, l’utilisation des organochlorés comme antiparasitaires pour les moutons ne fut interdite qu’au milieu des années 1960. Ce n'est qu'en 2006 que toutes les substances toxiques furent interdites.
Les produits chimiques déversés dans les rivières de Grande-Bretagne ont décimé les loutres à partir des années 1950. Elles sont de retour petit à petit à partir des années 1980 et dans la plupart des régions, à l’exception de Londres et des villes industrielles du Nord, dans les années 2010. 
Une pollution diffuse de faible niveau caractérise toujours presque chaque rivière dans les années 2010. En 2019, une étude de Greenpeace s’inquiète de la pollution des rivières par le microplastique, évoquant un « problème d’une complexité énorme ».
Les plages britanniques sont parmi les plus polluées d'Europe. Les installations de la société privée de traitement des eaux du sud-est de l’Angleterre sont peu entretenues et vétustes, générant régulièrement une saturation et conduisant l'entreprise à déverser les eaux usées dans la mer.

#### La gestion des déchets
Le Royaume-Uni est un des pays d'Europe en surcapacité en termes d'incinération des déchets.
Le Royaume-Uni est le deuxième pays à générer le plus de déchets plastiques rapporté au nombre d'habitants. Un Britannique produit ainsi en moyenne environ 99 kilos de déchets plastiques par an, contre 130 kilos pour un Américain, 43 kilos pour un Français et 15 kilos pour un Chinois.

### Impacts de l'urbanisation

Vue sur Londres en 2016 : parcs et gratte-ciels

L'exode rural a commencé au Royaume-Uni dès la fin du 18e siècle, avec le développement de l'industrialisation. La population, de 67 886 004 habitants en 2020, est une des plus importantes d'Europe, dépassant celle de France depuis les années 2010, avec un taux d'urbanisation supérieur à 80 % depuis les années 2010.
On estime à 16 000 km2 les surfaces artificialisées du pays qui compte beaucoup de villes très développées, dont plus de 20 de plus de 250 000 habitants. Le phénomène de périurbanisation est important.
L'agglomération de Londres a connu une artificialisation majeure et précoce dans l'Histoire. La ville devient la plus peuplée au monde en 1861 avec 2,8 million d'habitants, et compte environ 6,7 millions d'habitants dès 1900. Cette métropole mondiale est composée à la fois de quartiers denses de gratte-ciels, et de constructions et grands parcs historiques.
| 1                     | Londres    | Londres                  | 8 673 713 |
| 2                     | Birmingham | Midlands de l'Ouest      | 4 322 654 |
| 3                     | Manchester | Manchester               | 3 129 465 |
| 4                     | Glasgow    | Glasgow                  | 1 621 980 |
| 5                     | Liverpool  | Angleterre du Nord-Ouest | 1 452 773 |
| 6                     | Sheffield  | Sheffield                | 1 129 065 |
| 7                     | Leeds      | Yorkshire-et-Humber      | 886 580   |
| 8                     | Bristol    | Angleterre du Sud-Ouest  | 567 850   |
| 9                     | Édimbourg  | Édimbourg                | 496 067   |
| 10                    | Cardiff    | Galles du Sud            | 316 793   |
| Estimations pour 2010 |            |                          |           |

## L'exposition aux risques
Le Royaume-Uni est exposé à de multiples aléas naturels : inondations, tempêtes, incendies, glissements de terrain, canicules...

### Inondations
En 2007, l'Angleterre a connu ses pires inondations depuis 60 ans.

### Canicule, sécheresse et feux de forêt
Le réchauffement climatique amplifie le risque et l'ampleur des catastrophes naturelles de canicule, sécheresse et feux de forêt. Une étude publiée en décembre 2018 par le Met Office Hadley Centre établit que le réchauffement climatique rendait les vagues de chaleur 30 fois plus probable au Royaume-Uni.
L’année 2022 a été la plus chaude jamais enregistrée au Royaume-Uni, à tel point qu’elle est considérée par l’agence nationale de météorologie comme une année charnière en matière de réchauffement climatique. Le pays a subi des épisodes de chaleur extrême en juillet (avec un record de 40,3 °C le 19 juillet) et une interminable sécheresse, qui a provoqué des incendies et poussé l’Agence de sécurité sanitaire à déclarer l’urgence nationale pour la première fois.

## Politique environnementale au Royaume-Uni
En 676, un moine a promulgué une loi qui protège les oiseaux des Îles Farne. C'est le premier texte connu de protection de la nature.
Dès le XIXe siècle, les scientifiques anglais contribuent largement à l'amélioration de la connaissance du vivant, à commencer par Charles Darwin (son ouvrage De l'origine des espèces parut en 1859). Arthur George Tansley crée le terme écosystème en 1935 ainsi que l'écotope en 1939. Il fut un des fondateurs de la Société britannique d'écologie (British Ecological Society). En 1960, Jane Goodall réalise des observations d'utilisation d'outils par les chimpanzés qui révolutionnent le monde de l'éthologie. Ses travaux ont profondément transformé les rapports homme-animal et participé au mouvement écologiste.
Les autorités décident en 2020 de mettre progressivement fin à l’abattage des blaireaux dans le pays. Depuis 2013, la campagne de chasse intensive de ces animaux avait entrainé la mort de 100 000 d'entre eux.

### Traités internationaux
Le Royaume-Uni a signé le protocole de Kyoto.
Dans le cadre de la COP 21, le Royaume-Uni s'est engagé à travers le Climate Change Act à un programme ambitieux, au-delà de l'engagement de l'Union européenne : réduire ses émissions de gaz à effet de serre de 57 % d'ici à 2030 par rapport au niveau de 1990, et 80 % d'ici 2050.
Mais à la suite du Brexit, le nouveau gouvernement supprime le ministère du Changement climatique et nomme Andrea Leadsom, climatosceptique, secrétaire à l'Environnement.

### Politiques nationale et locales

#### Politiques nationales
- Le Climate Change Programme (en) a été lancé en novembre 2000 par le gouvernement britannique ; il s'agissait de la réponse aux engagements pris à la Conférence des Nations unies sur l'Environnement et le Développement en 1992.
- En 2018, une nouvelle forêt anglaise est en projet entre Liverpool et Hull, avec 50 millions d’arbres à planter sur 25 000 hectares et 190 km de distance[36].
- En 2019, le Royaume-Uni déclare l'urgence pour le climat et la biodiversité.
- Le gouvernement a fixé à 2030 l’interdiction des ventes de nouveaux véhicules essence et diesel. les bornes de recharge pour voiture électrique seront obligatoires dans les nouvelles constructions dès 2022[37].

#### Politiques et actions locales

##### Politique de la ville

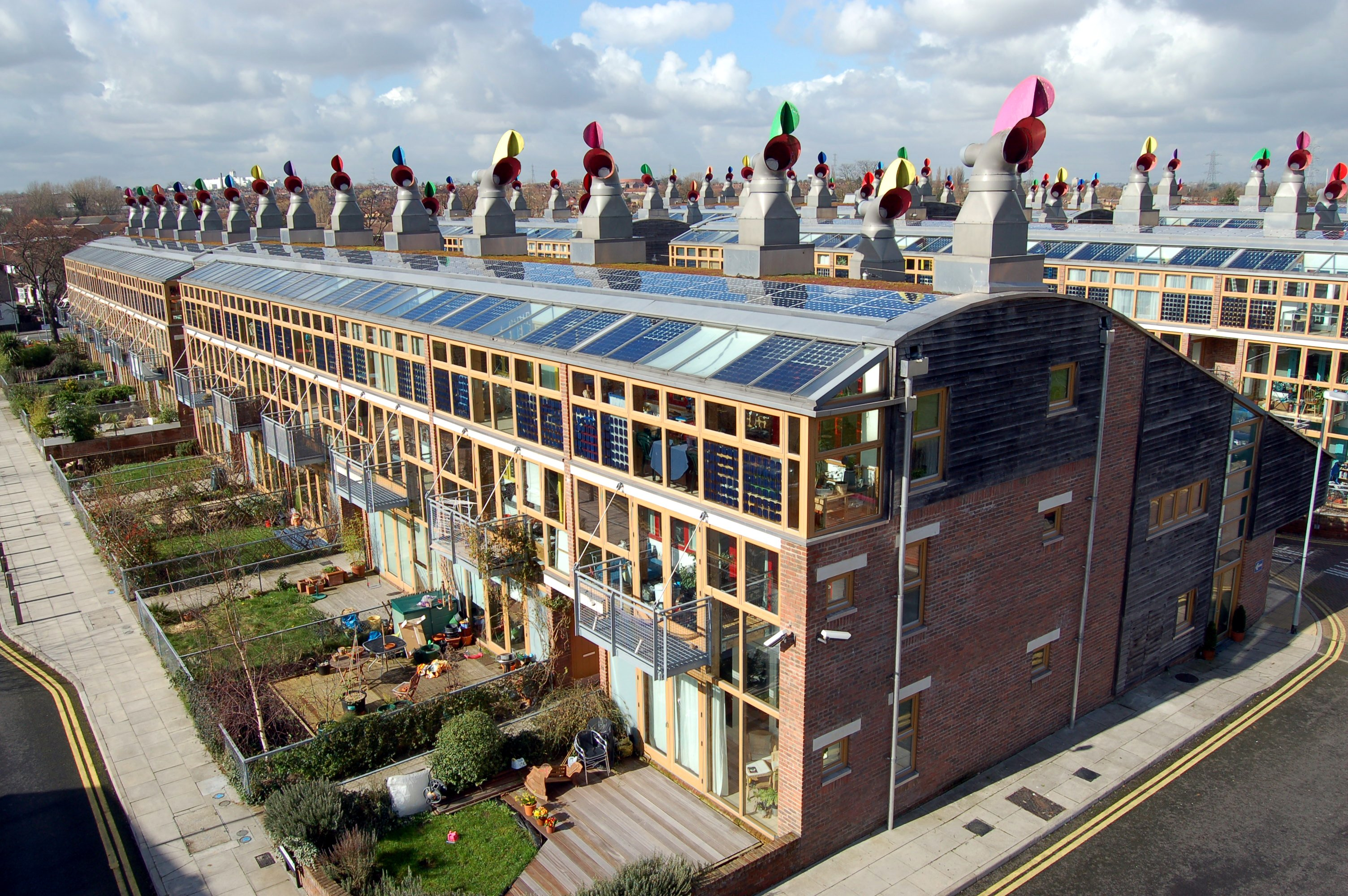
Écoquartier BedZED.

- Londres, pour soutenir sa politique d'éradication de la voiture, investit très lourdement dans le transport individuel cycliste. C'est ainsi qu'en 2006, Londres a investi 38 millions d'euros dans les voies cyclables et les parkings à vélo. Un péage urbain a également été installé.
- BedZed est un des premiers écoquartiers européens.
- Plusieurs villes comme Birmingham, Rotherham, Newcastle ou encore Sheffield ont décidé de suivre les recommandations de l’association Plantlife pour limiter à deux passages par an la tonte des bords de routes[38].

##### Actions citoyennes
- Rob Hopkins est initiateur en 2005 du mouvement international des villes en transition.
- Les incroyables comestibles est une action de plantation d'essences végétales comestibles dans les espaces résiduels qui s'est développée au Royaume-Uni dans ce cadre. Elle a été lancée en 2005 par un groupe de citoyens à Todmorden.
- C'est en Angleterre, à Stroud, qu'est né en 2018 le groupe écologiste Extinction Rebellion[39].

### Évaluation environnementale globale
En 2015, l'organisation Global Footprint Network (GFN) indique que le Royaume-Uni est un des pays ayant le plus grand déficit écologique. La biocapacité par personne s'élève à environ 1,37 hag (hectare global par habitant), l'empreinte écologique à 4,15 hag. C'est notamment le bilan carbone qui est près de vingt fois supérieur à la capacité forestière.
Le jour du dépassement (date de l’année, calculée par l'ONG américaine Global Footprint Network, à partir de laquelle l’humanité est supposée avoir consommé l’ensemble des ressources que la planète est capable de régénérer en un an) du pays est le 17 mai.
En revanche, l'index global d'adaptation est le 4e meilleur au monde, la vulnérabilité du territoire au changement climatique étant faible, et le niveau de préparation élevé.